# Discus perspectivus
Discus perspectivus is een slakkensoort uit de familie van de Discidae. De wetenschappelijke naam van de soort is voor het eerst geldig gepubliceerd in 1816 door Megerle von Muhlfeld.